# Política energética do Brasil

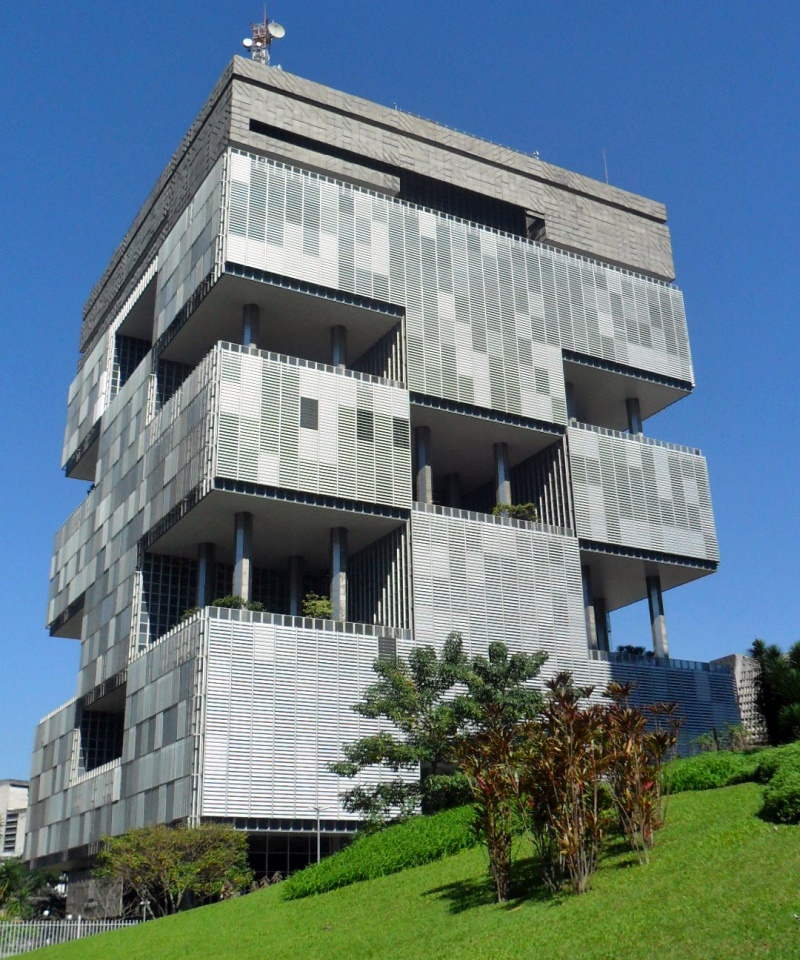
Sede da Petrobras no Rio de Janeiro

O Brasil é o 7º maior consumidor de energia do mundo e o maior da América do Sul, assim como um grande produtor de petróleo e gás natural na região e o segundo maior produtor de etanol combustível do mundo.
As agências governamentais responsáveis pela política de energia são o Ministério de Minas e Energia (MME), o Conselho Nacional de Política Energética (CNPE), a Agência Nacional do Petróleo, Gás Natural e Biocombustíveis (ANP) e a Agência Nacional de Energia Elétrica (ANEEL). As empresas estatais Petrobras e Eletrobras são os principais atores do setor de energia do Brasil, assim como da América Latina.
A matriz energética do Brasil é tida como uma das mais limpas do mundo (ver: Energia sustentável e Lista de países por produção de eletricidade renovável).

## Matriz energética
A principal característica da matriz energética brasileira é ser muito mais renovável do que a mundial. Enquanto em 2019 a matriz mundial era de apenas 14% de energias renováveis, a brasileira era de 45%. Petróleo e derivados representaram 34,3% da matriz; derivados da cana-de-açúcar, 18%; energia hidráulica, 12,4%; gás natural, 12,2%; lenha e carvão, 8,8%; energias renováveis variadas, 7%; carvão mineral, 5,3%; nuclear, 1,4%, e outras energias não renováveis, 0,6%.
Na matriz elétrica, a diferença entre o Brasil e o mundo é ainda maior: enquanto o mundo tinha apenas 25% da energia elétrica renovável em 2019, o Brasil tinha 83%. A matriz elétrica brasileira era composta por: energia hidráulica, 64,9%; biomassa, 8,4%; energia eólica, 8,6%; energia solar, 1%; gás natural, 9,3%; derivados de petróleo, 2%; nuclear, 2,5%; carvão e derivados, 3,3%. 
Atualmente, alguns empreendimentos tencionam produzir o chamado hidrogênio verde. O hidrogênio é classificado como "marrom", "cinza", "azul", "verde" de acordo com a fonte de energia usada para produzi-lo. O H2 "verde", é aquele produzido de fontes renováveis e/ou não poluentes.

## Comparações internacionais
A Agência Internacional de Energia posiciona o Brasil entre os principais países do mundo em diversos indicadores:
| Fonte de energia | indicador                | classificação | ano   | quantid | unidade | % mundo | comentários                                                             |
| Petróleo bruto | Produção                 | 9º            | 2019p | 145     | Mt      | 3,3%    | 1º: Estados Unidos 742 Mt, 2º: Rússia 560 Mt, 3º: Arábia Saudita 546 Mt |
| Eletricidade | Produção                 | 8º            | 2018  | 601     | TWh     | 2,3%    | 1º: China 7149 TWh, 2º: Estados Unidos 4434 TWh                         |
| Eletricidade | Importação líquida       | 3º            | 2018  | 35      | TWh     | 9,3%    | 1º: Estados Unidos 44 TWh, 2º: Itália 44 TWh                            |
| Produção de eletricidade por fonte | Renováveis               | 3º            | 2018  | 495     | TWh     | 7,4%    | 1º: China 1833 TWh, 2º: Estados Unidos 743 TWh                          |
| Hidroeletricidade | Produção                 | 2º            | 2018  | 389     | TWh     | 9,0%    | 1º: China 1232 TWh, 3º: Canadá 386 TWh                                  |
| Hidroeletricidade | Potência instalada       | 2º            | 2018  | 105     | GW      | 8,1%    | 1º: China 352 GW, 3º: Estados Unidos 103 GW                             |
| Hidroeletricidade | % hidro / elet *         | 2º            | 2018  | 64,7    | %       |         | 1º: Noruega (95,0%)                                                     |
| Energia eólica | Produção de eletricidade | 7º            | 2018  | 48      | TWh     | 3,8%    | 1º: China 366 TWh, 2º: Estados Unidos 276 TWh                           |
| Energia eólica | Potência instalada       | 8º            | 2018  | 14,4    | GW      | 2,6%    | 1º: China 184,3 GW                                                      |
| Energia eólica | % eólico / elet *        | 4º            | 2018  | 8,1     | %       |         | 1º: Espanha (18,5%)                                                     |
| Biomassa | Produção de eletricidade | 3º            | 2018  | 53,9    | TWh     | 10,4%   | 1º: China 90,6 TWh, 2º: Estados Unidos 59,5 TWh                         |
| * % hidro/eletr : participação da hidroeletricidade na produção de eletricidade (classificação entre os 10 maiores produtores) 2019p = estimativa provisória para 2019. |                          |               |       |         |         |         |                                                                         |

### Petróleo

Ao longo dos anos, o Brasil passou de importador à exportador de petróleo

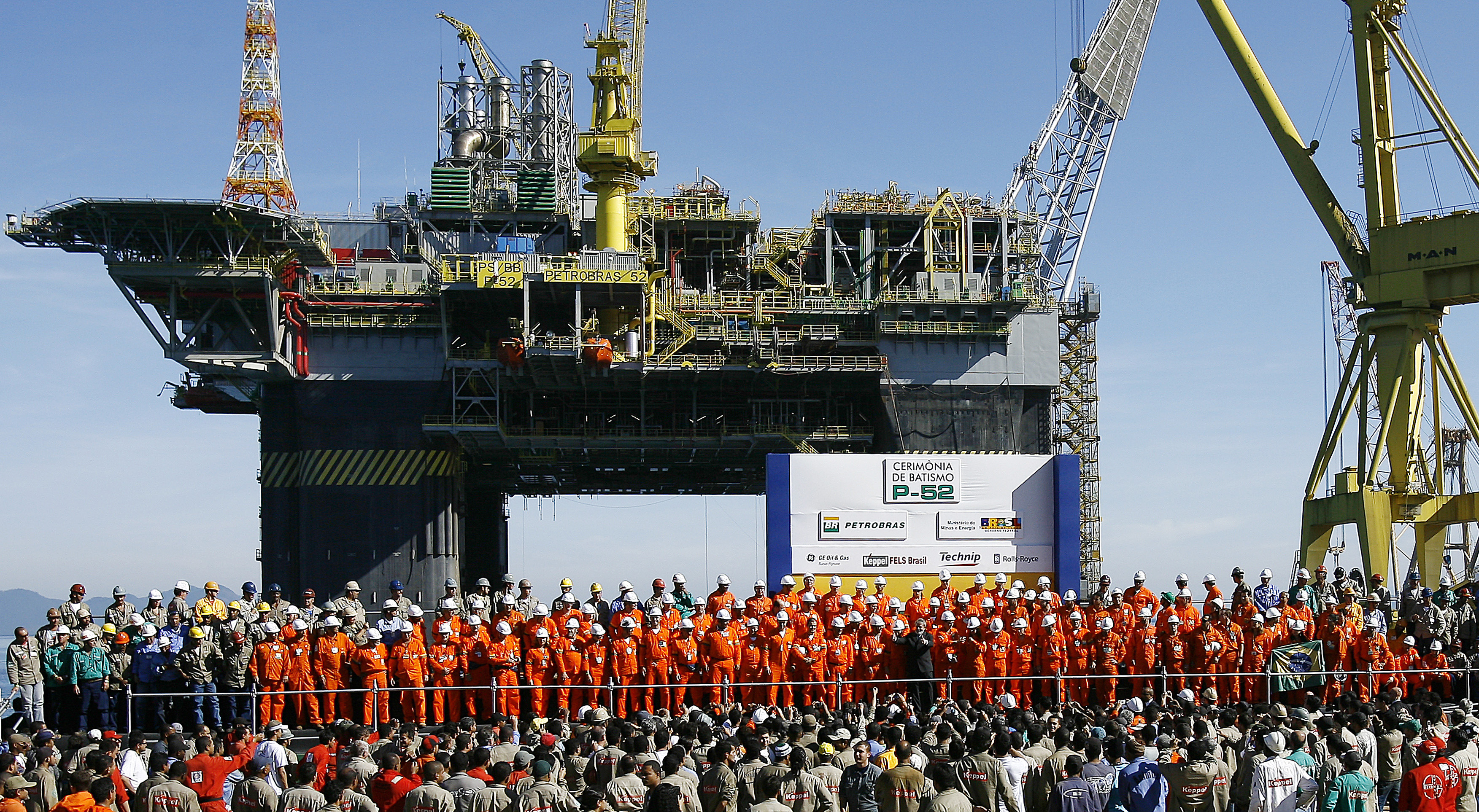
Cerimônia de lançamento da plataforma de petróleo P-52, que opera na Bacia de Campos.

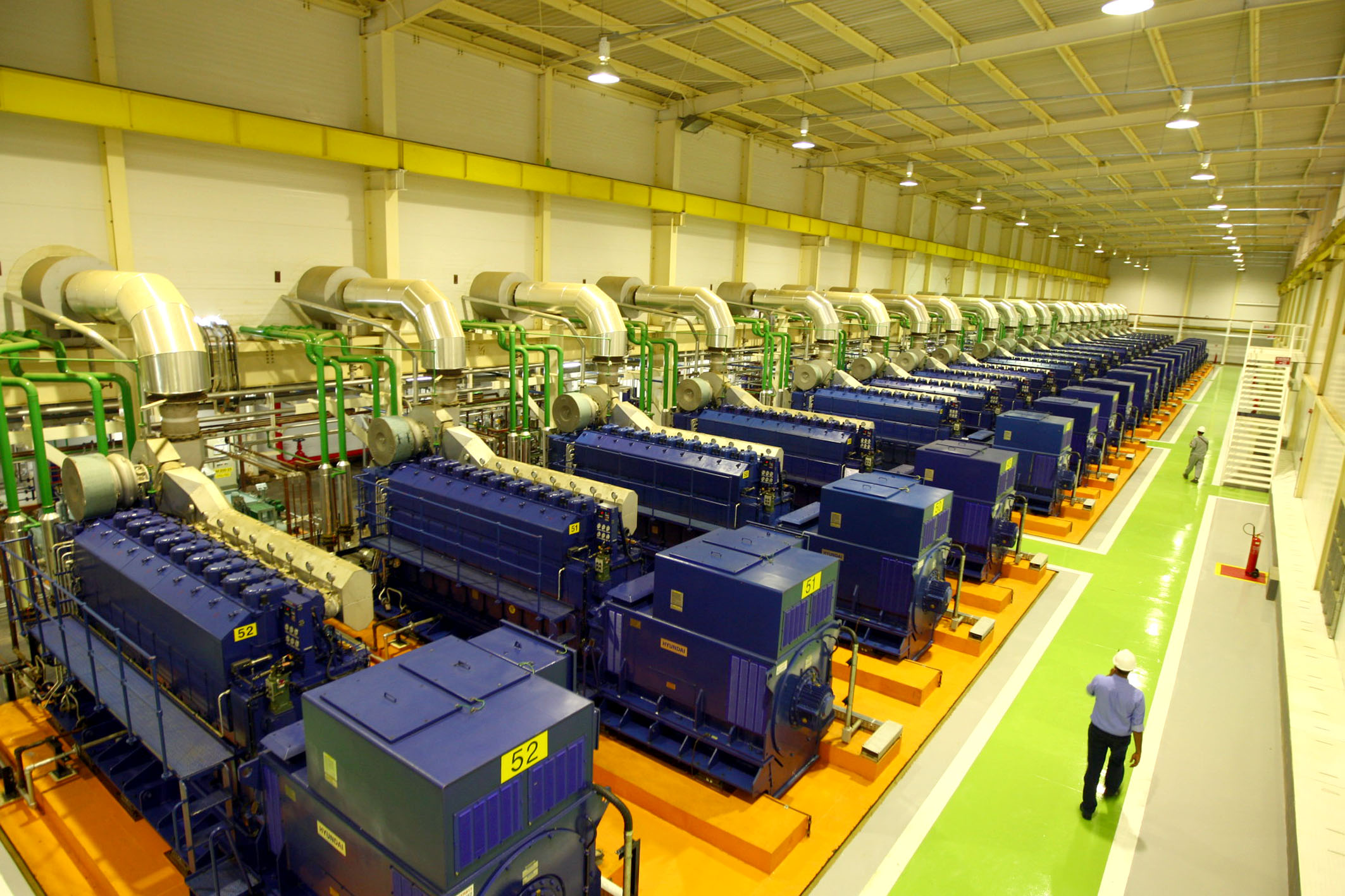
Usina termelétrica à base de óleo em Camaçari, Bahia

### Gás natural

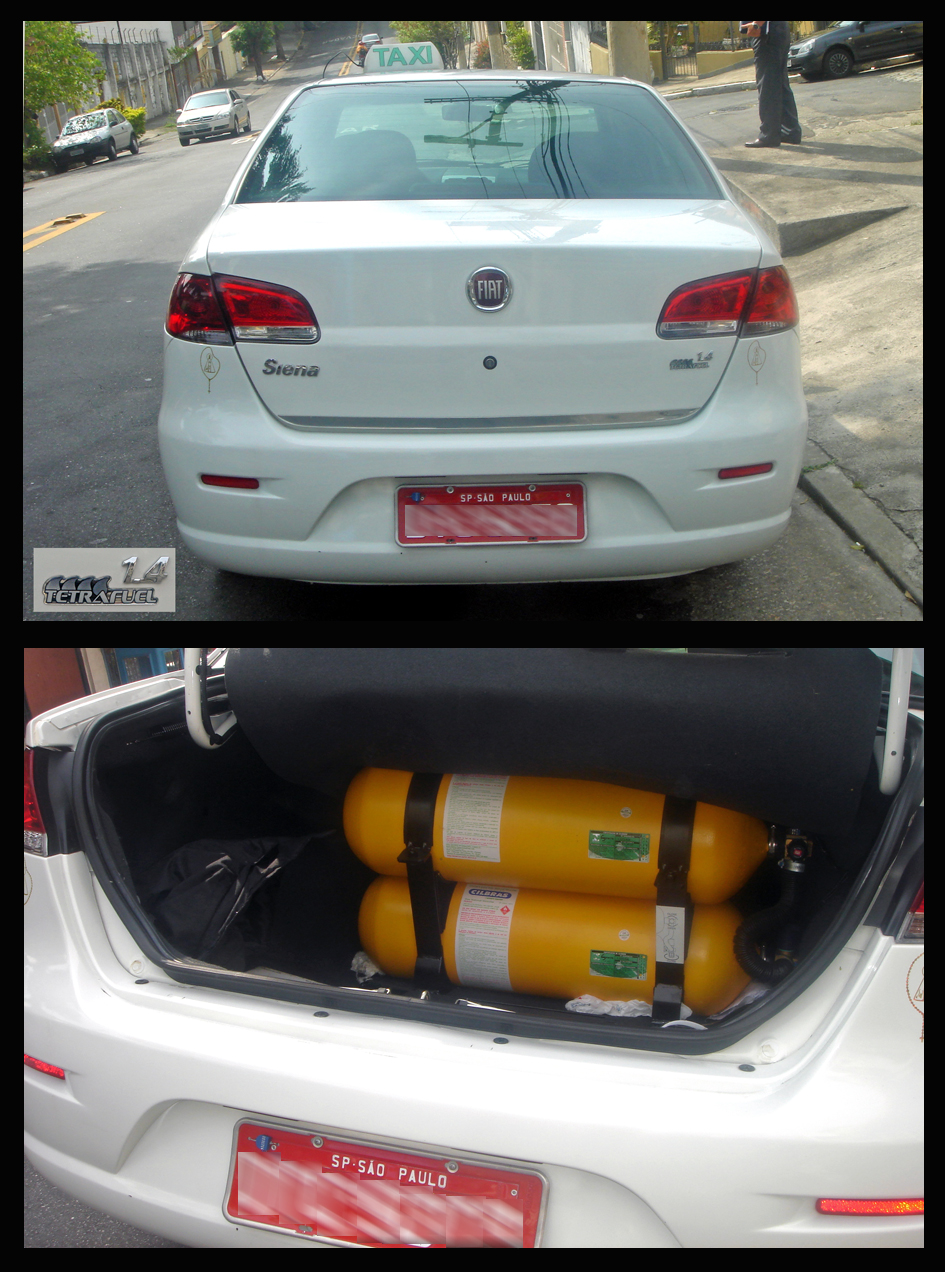
Carros movidos a gás natural, como este Fiat Siena, são comuns no Brasil.

O consumo de gás natural aumentou drasticamente a partir do ano 2000

### Urânio

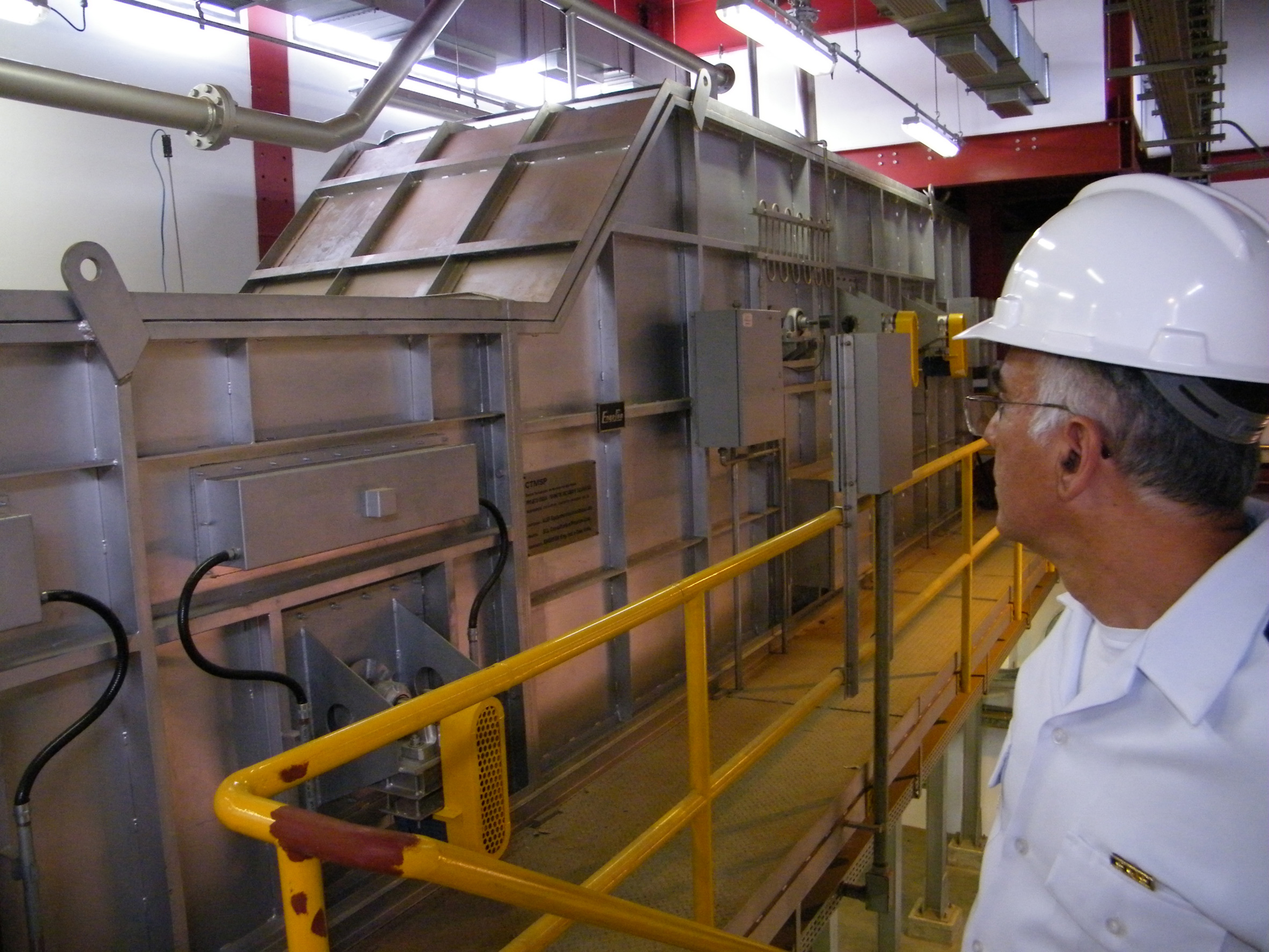
Centrífuga a gás para a extração de hexafluoreto de urânio em uma instalação militar em Iperó, São Paulo, construída com tecnologia brasileira.

### Energia hidrelétrica

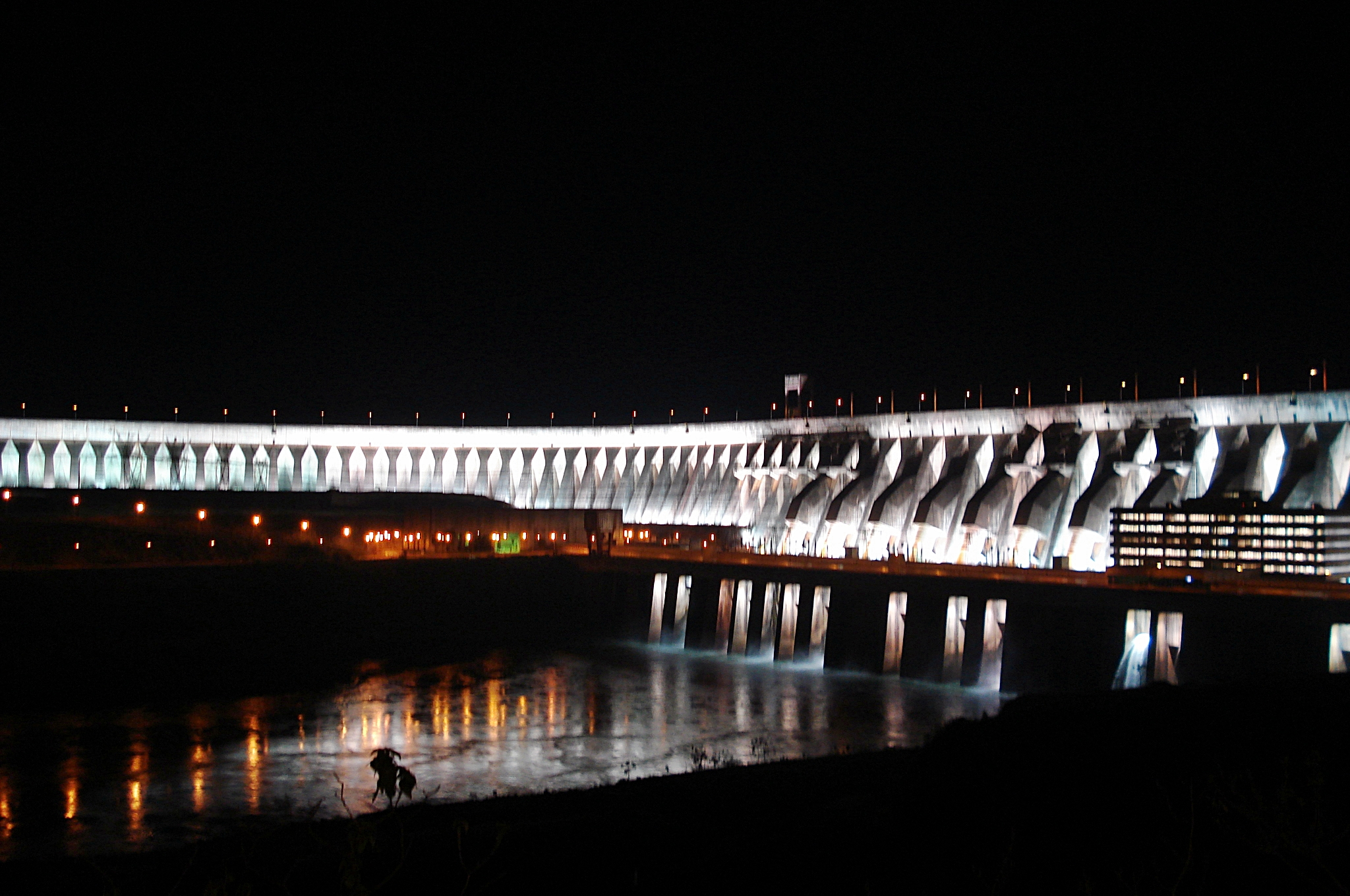
Usina de Itaipu, a segunda maior usina hidrelétrica do mundo em capacidade de geração.

### Energia nuclear

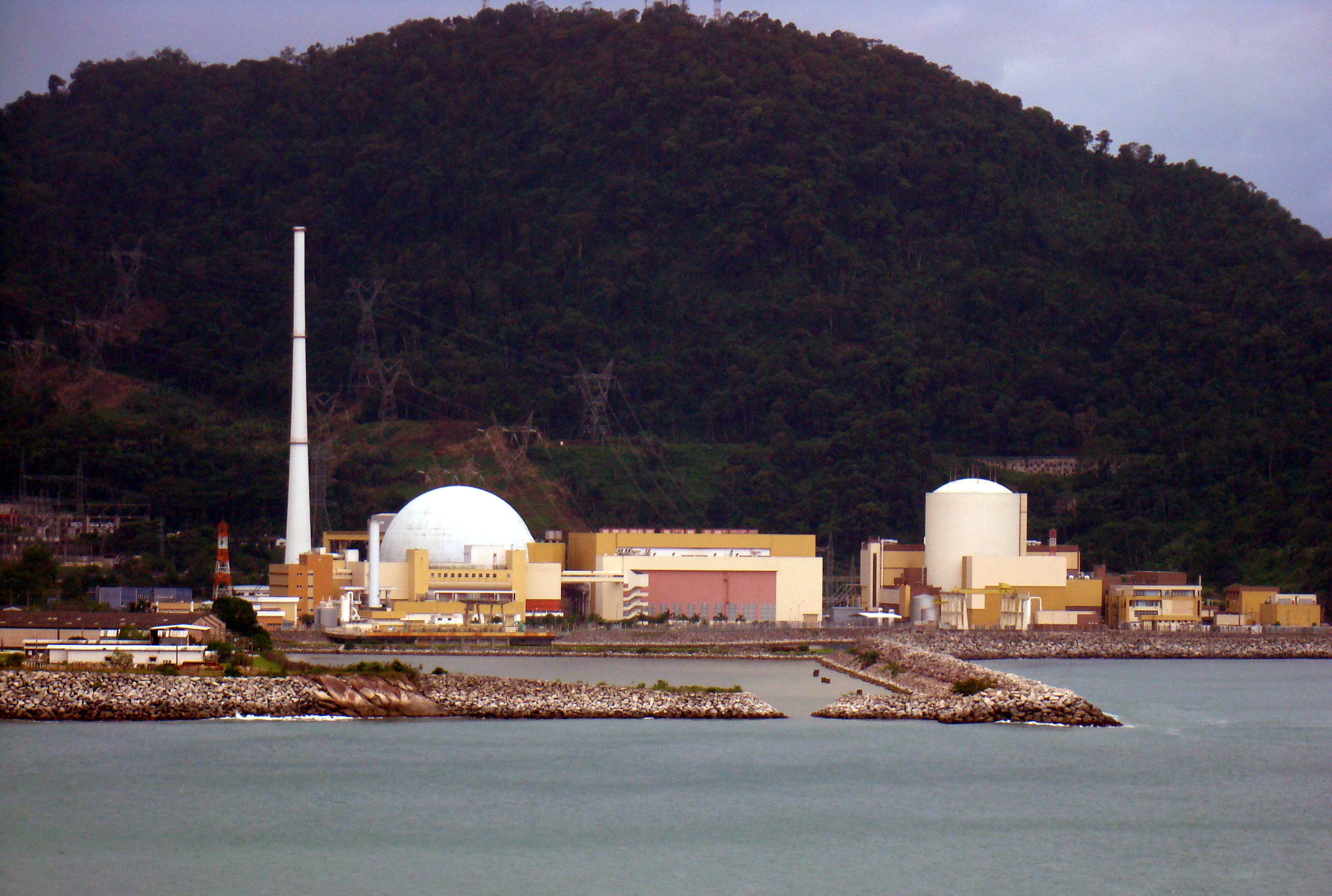
Angra I em Angra dos Reis, Rio de Janeiro

### Energia eólica

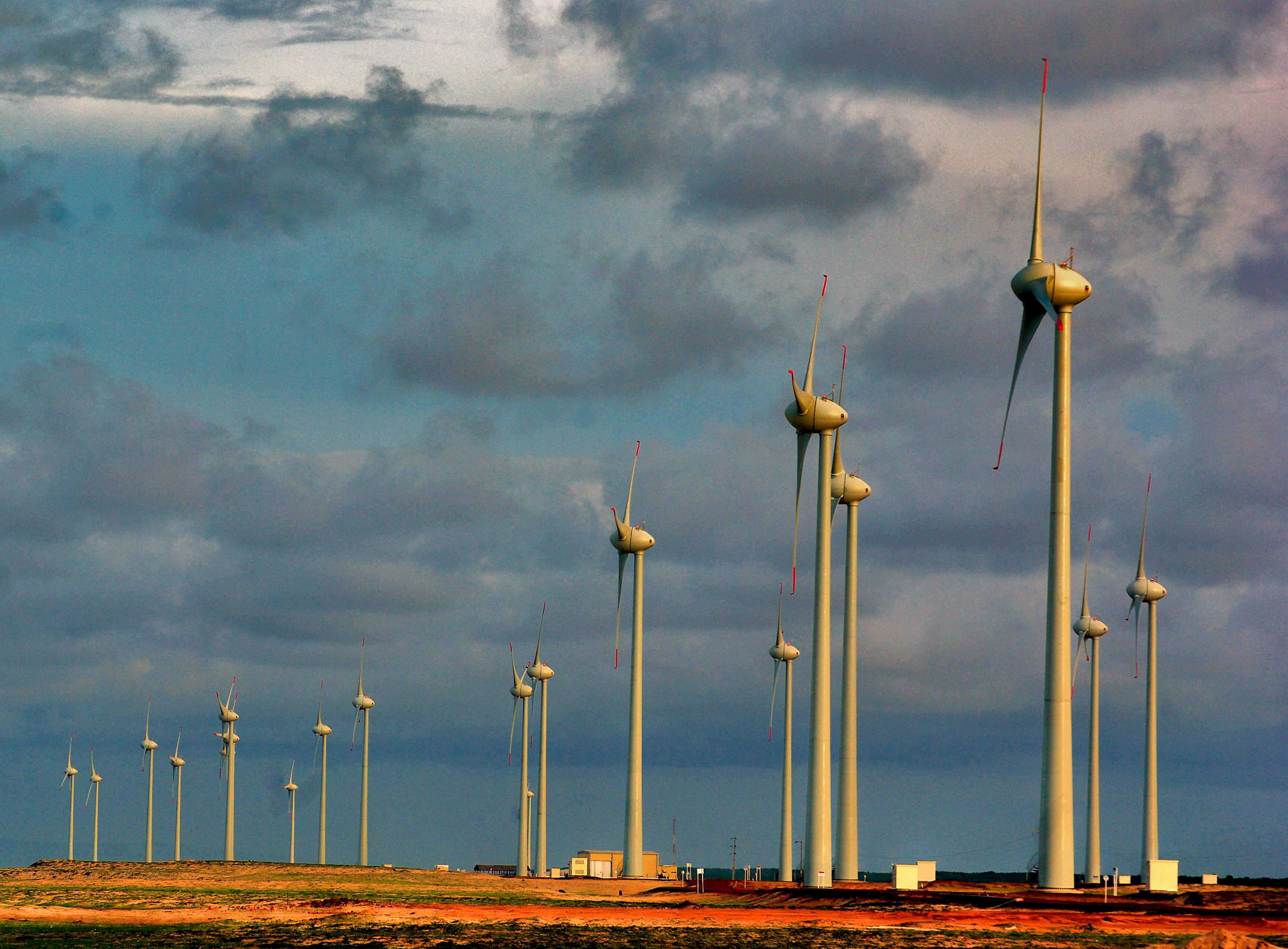
Parque eólico em Parnaíba, Piauí

### Energia solar

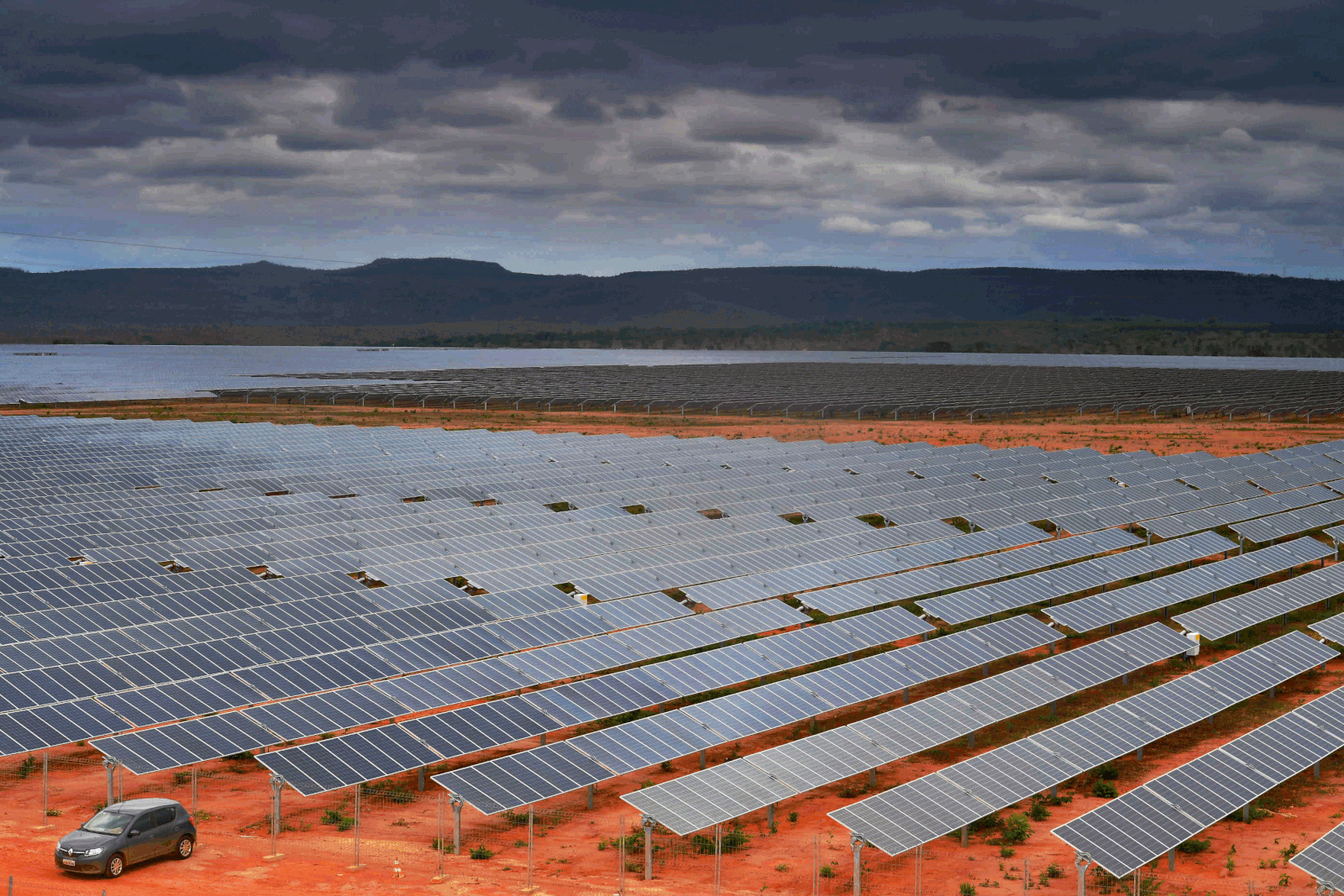
Complexo Solar de Pirapora, maior do Brasil e da América Latina com capacidade de 321 MW.

## Biocombustíveis

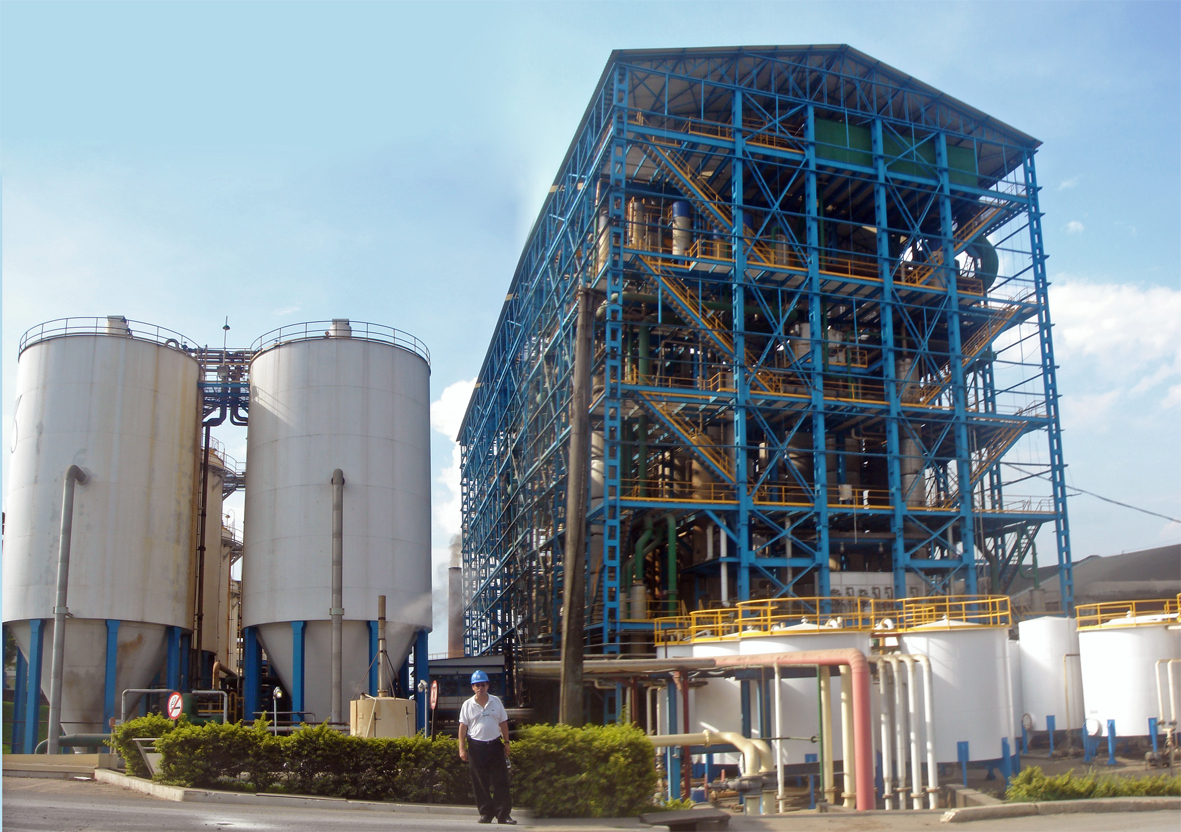
Destilaria de etanol da Raízen em Piracicaba, São Paulo